# 王统照
王统照（1897年2月9日—1957年11月29日），字剑三，曾化名为王恂如，笔名有劍先、鑒先、健先、容廬、恂子、鴻蒙、提西、靄騫、TC等，男，山东诸城人，中国现代作家、诗人。

## 生平
王统照于清光绪二十三年农历正月初八出生于山东诸城相州镇的一个地主家庭。7岁丧父，幼年就读私塾，13岁考入县城高等小学，1913年就读于济南育英中学，1918年就读于北京中国大学英国文学系。1919年参加了五四运动。1921年元旦与周作人、沈雁冰、郑振铎等12人发起成立文学研究会，坚持“为人生而艺术”的主张，在文学研究会的《小说月报》和《文学旬刊》上多次发表小说和新诗，同时还参加北京《晨报》的编辑工作。1922年于中国大学毕业后，曾任大学讲师、中学教员等职。1926年7月因母病从北京回归故里。1927年迁居青岛，任教于铁路中学、市立中学等学校，不久东游日本。1929年在青岛创办《青潮》文学月刊。1930年到中国东北，写出报告文学《北国之春》，反映了日本对东北的蹂躏。1933年前多次赴上海参加文学活动。1933年出版的长篇小说《山雨》是王统照的代表作。1934年因《山雨》被政府查禁，王统照被迫出国赴欧洲考察，途中游历埃及、英国、法国、德国、荷兰、意大利、瑞士、波兰等国，其间在剑桥大学研究文学半年。1935年春回国，到上海任《文学》月刊主编。同年7月，王统照联合在青岛的老舍、洪深、臧克家等12人创办报纸文艺副刊《避暑录话》。同年12月参加上海文化界救国会。1937年抗战爆发后迁居上海。1938年在上海美术专科学校讲学，后到暨南大学任教授。1941年任开明书店编辑。1941年12月8日珍珠港事件爆发后，日军占领租界，王统照从此化名王恂如在上海闭门译著。1945年回到青岛。1946年秋任山东大学中文系教授。1947年辞去教职。1949年任山东大学中文系主任。1949年底调任山东省文教厅副厅长，后任山东省文联主席、山东省文化局局长等职。1957年11月29日上午5时，王统照在山东医学院附属医院逝世，葬于济南市天桥区金牛山公墓。王统照墓已于2006年被列为山东省文物保护单位。

## 著作
- . 1922.（诗集，与朱自清、叶绍钧、郑振铎等合著）
- . 商务印书馆. 1923.（长篇小说）
- . 商务印书馆. 1924.（短篇小说集）
- . 商务印书馆. 1925.（诗集）
- . 上海复旦书店. 1928.（短篇小说集）
- . 华东图书公司. 1929.（短篇小说集）
- . 商务印书馆. 1930.（长篇小说）
- . 文化生活出版社. 1930.（散文集）
- . 1932.（诗集）
- . 上海神州国光社. 1933.（报告文学集）
- . 开明书店. 1933.（长篇小说）
- . 生活书店. 1934.（散文集）
- . 开明书店. 1937.（散文集）
- . 良友图书公司. 1936.（即春华秋实，长篇小说）
- . 生活书店. 1936.（杂文集）
- . 生活书店. 1936.（短篇小说集）
- . 1936.（诗集）
- . 文化生活出版社. 1938.（诗集）
- . 文化生活出版社. 1940.（诗集）
- . 文化生活出版社. 1941.（小说集）
- . 文化生活出版社. 1947.
- . 山东人民出版社. 1957.（论文集）
- . 人民文学出版社. 1957.
- . 人民文学出版社. 1958.
- . 香港文学研究社.